# Port lotniczy Kuusamo
Port lotniczy Kuusamo (IATA: KAO, ICAO: EFKS) – port lotniczy położony 6 km na północny wschód od centrum Kuusamo, w Finlandii.

## Linie lotnicze i połączenia
| Linia Lotnicza      | Kierunek                                                                     |
| ------------------- | ---------------------------------------------------------------------------- |
| Eurowings           | Sezonowo: 1. Düsseldorf (od 21 stycznia 2024)                                |
| Finnair             | 1. Helsinki                                                                  |
| Lufthansa           | Sezonowo: 1. Frankfurt                                                       |
| TUI Airways         | Sezonowo: 1. Birmingham (od 10 grudnia 2023) 2. Londyn-Gatwick 3. Manchester |
| TUI fly Netherlands | Sezonowo: 1. Rotterdam                                                       |